# Ilie Năstase
Ilie Năstase (Boekarest, 19 juli 1946) is een voormalig tennisser uit Roemenië.
Hij werd de eerste nummer 1 bij de invoering van de ATP-wereldranglijst (1973). Hij won het US Open in 1972 en Roland Garros in 1973. In totaal won hij 52 enkelspeltitels en 45 titels in het dubbelspel. In 1991 werd hij opgenomen in de internationale Tennis Hall of Fame.
In zijn topjaren was Năstase het enfant terrible van de tenniswereld door zijn wangedrag op de baan. Hij was de voornaamste aanleiding tot het opstellen in 1975 van de "code of conduct" voor de beroepstennissers. Hij kreeg vele boetes en schorsingen, maar was geliefd bij het publiek. Năstase bemoeide zich niet met politiek, maar bewaarde geen afstand tot dictator Nicolae Ceaușescu. In 1996 deed hij een gooi naar het burgemeesterschap van Boekarest, maar werd verslagen door Viorel Lis. Năstase bezit in de Roemeense hoofdstad behalve een tennisschool ook enkele radiozenders.

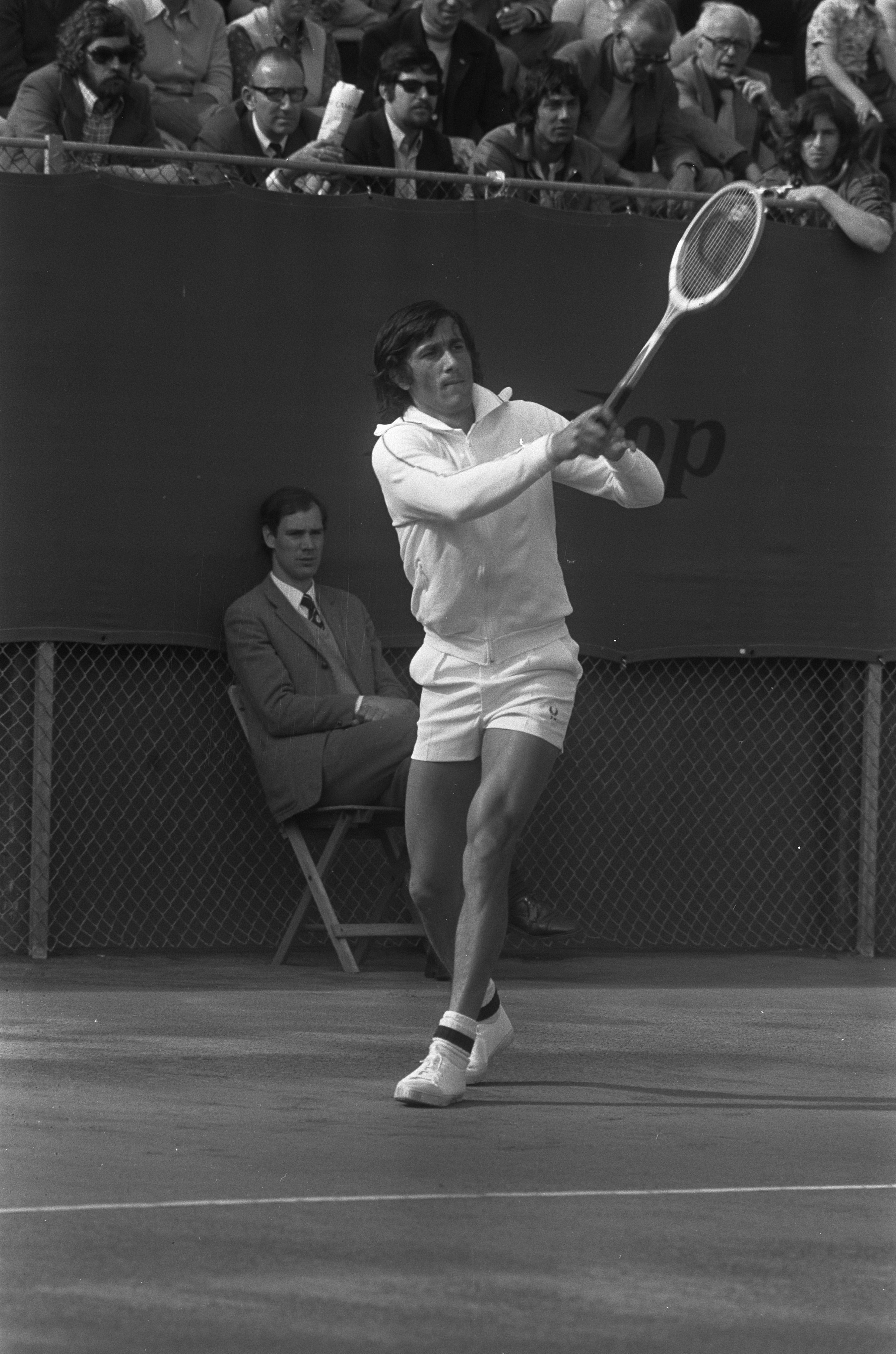
Năstase in de Davis Cup tegen Nederland in 1973

## Grandslamtitels (2)
| 1972 | U.S. Open     |  | Arthur Ashe  |  | 3-6, 6-3, 6-7, 6-4, 6-3 |
| 1973 | Roland Garros |  | Nikola Pilić |  | 6-3, 6-3, 6-0           |

## Resultaten grandslamtoernooien
| Legenda | Legenda                          |
| ------- | -------------------------------- |
| g.t.    | geen toernooi gehouden           |
| l.c.    | lagere categorie                 |
| –       | niet deelgenomen                 |
| G       | uitgeschakeld in de groepsfase   |
| 1R      | uitgeschakeld in de eerste ronde |
| 2R      | uitgeschakeld in de tweede ronde |
| 3R      | uitgeschakeld in de derde ronde  |
| 4R      | uitgeschakeld in de vierde ronde |
| KF      | uitgeschakeld in de kwartfinale  |
| HF      | uitgeschakeld in de halve finale |
| F       | de finale verloren               |
| W       | het toernooi gewonnen            |
| w-v     | winst/verlies-balans             |

### Enkelspel
| Toernooi        | 1962 | 1966 | 1967 | 1968 | 1969 | 1970 | 1971 | 1972 | 1973 | 1974 | 1975 | 1976 | 1977 | 1978 | 1979 | 1980 | 1981 | 1982 | 1983 | 1984 | 1985 |
| --------------- | ---- | ---- | ---- | ---- | ---- | ---- | ---- | ---- | ---- | ---- | ---- | ---- | ---- | ---- | ---- | ---- | ---- | ---- | ---- | ---- | ---- |
| Australian Open | –    | –    | –    | –    | –    | –    | –    | –    | –    | –    | –    | –    | –    | –    | –    | –    | 2R   | –    | –    | –    | –    |
| Roland Garros   | 1R   | 3R   | 3R   | 2R   | 1R   | KF   | F    | 2R   | W    | KF   | 3R   | –    | KF   | –    | 1R   | –    | 3R   | 2R   | 3R   | 1R   | –    |
| Wimbledon       | –    | 1R   | 1R   | –    | 3R   | 4R   | 2R   | F    | 4R   | 4R   | 2R   | F    | KF   | KF   | –    | 3R   | 1R   | 1R   | –    | –    | –    |
| US Open         | –    | –    | –    | –    | 4R   | –    | 3R   | W    | 2R   | 3R   | KF   | HF   | 2R   | –    | 2R   | 2R   | 1R   | 4R   | 1R   | 1R   | 1R   |

### Mannendubbelspel
| Toernooi        | 1968 | 1969 | 1970 | 1971 | 1972 | 1973 | 1974 | 1975 | 1976 | 1977 | 1978 | 1979 | 1980 | 1981 | 1982 | 1983 | 1984 | 1985 |
| --------------- | ---- | ---- | ---- | ---- | ---- | ---- | ---- | ---- | ---- | ---- | ---- | ---- | ---- | ---- | ---- | ---- | ---- | ---- |
| Australian Open | –    | –    | –    | –    | –    | –    | –    | –    | –    | –    | –    | –    | –    | –    | –    | –    | –    | –    |
| Roland Garros   | HF   | HF   | W    | 1R   | 2R   | F    | KF   | KF   | –    | HF   | –    | 2R   | –    | HF   | 3R   | 3R   | 3R   | 2R   |
| Wimbledon       | –    | 1R   | HF   | KF   | 3R   | W    | HF   | 2R   | 2R   | –    | –    | –    | 1R   | 2R   | –    | –    | –    | –    |
| US Open         | –    | 1R   | 1R   | KF   | HF   | –    | –    | W    | 2R   | –    | –    | 1R   | 3R   | 1R   | 2R   | 1R   | 1R   | 1R   |